# Dihidroxibenceno
Los dihidroxibencenos son compuesto orgánico en que dos grupo hidroxilo son sustituidos por un anillo de benceno. Estos compuestos aromáticos se clasifican dentro de los fenoles. Hay tres isómeros: 1,2-dihidroxibenceno (orto-isómero) se conoce generalmente como catecol, 1,3-dihidroxibenceno (meta-isómero) es conocido comúnmente como resorcinol, y el 1,4-dihidroxibenceno (para-isómero) es conocido como hidroquinona.

## Clasificación
| Orto isómero                                                                              | Meta isómero                                                                              | Para isómero                                                                       |
| ----------------------------------------------------------------------------------------- | ----------------------------------------------------------------------------------------- | ---------------------------------------------------------------------------------- |
| Catecol pyrocatecol 1,2-dihidroxibenceno o-dihidroxibenceno 1,2-benzenodiol o-benzenodiol | Resorcinol 1,3-dihidroxibenceno m-dihidroxibenceno resorcin 1,3-benzenodiol m-benzenodiol | Hidroquinona 1,4-dihidroxibenceno p-dihidroxibenceno 1,4-benzenodiol p-benzenodiol |
|                                                                                           |                                                                                           |                                                                                    |
Estos tres compuestos son sólidos granulares blancos incoloros a temperatura y presión ambiente, pero con la exposición al oxígeno pueden oscurecer. Los tres isómeros tienen la fórmula química C6 H6 O2 .
Semejantemente a otros fenoles, los grupos hidroxilos del anillo aromático de un benzenodiol son ácidos débiles. Cada benzenodiol puede perder un H+  de uno de los hidroxilos para formar un tipo de ion fenolato.
La oxidación de Dakin es una reacción redox orgánica en la que un ortho o para-hidroxilado fenil aldehído o cetona reacciona con el peróxido de hidrógeno en base para formar un benzenodiol y un carboxilato. En general, el grupo carbonilo se oxida y el peróxido de hidrógeno se reduce.